# Stream Control Transmission Protocol
Stream Control Transmission Protocol (SCTP) és un protocol de comunicació de capa de transport que va ser definit pel grup SIGTRAN de IETF l'any 2000. El protocol està especificat en la RFC 2960, i la RFC 3286 en proporciona una introducció.

## Especificacions i característiques
SCTP és una alternativa als protocols de transport TCP i UDP, ja que proporciona fiabilitat, control de flux i seqüenciació tal com ho fa TCP. No obstant això, SCTP opcionalment permet l'enviament de missatges fora d'ordre a diferència de TCP, SCTP és un protocol orientat a missatge (similar a l'enviament de datagrames UDP).
Els avantatges de SCTP són :
- Capacitat de multihoming, en la qual un (o dos) dels extrems d'una associació (connexió) poden tenir més d'una adreça IP. Això permet reaccionar en forma transparent davant fallades en la xarxa.
- Lliurament de les dades en trossos que formen part de fluxos independents i paral·lels - eliminant així el problema de head of the line blocking que pateix TCP.
- És capaç de seleccionar i monitorar camins, seleccionant un camí "primari" i verificant constantment la connectivitat de cadascun dels camins alternatius.
- Mecanismes de validació i assentiment com a protecció davant atacs per inundació, proveint notificació de trossos de dades duplicats o perduts.

SCTP va ser dissenyat inicialment pel grup SIGTRAN per transportar senyalització telefònica SS7 sobre IP. La intenció va ser la de proveir en IP d'algunes de les característiques de fiabilitat de SS7. Per la seva versatilitat després s'ha proposat utilitzar-lo en altres àrees, com per exemple per transportar missatges dels protocols DIAMETER o SIP.

## Implementacions
SCTP està implementat en els següents sistemes operatius :
- Linux 2.4 en endavant
- Sun Solaris 10
- FreeBSD de forma nativa des 7.0 RELEASE
- QNX Neutrino Realtime US

SCTP està implementat en:
- http://spot-on.sf.net - P2P library
- http://goldbug.sf.net - Instant Messenger

## RFCs
- RFC 4460 Stream Control Transmission Protocol (SCTP) Specification Errata and Issues
- RFC 3873 Stream Control Transmission Protocol (SCTP) Management Information Base (MIB)
- RFC 3758 Stream Control Transmission Protocol (SCTP) Partial Reliability Extension
- RFC 3554 On the Use of Stream Control Transmission Protocol (SCTP) with IPsec
- RFC 3436 Transport Layer Security over Stream Control Transmission Protocol
- RFC 3309 Stream Control Transmission Protocol (SCTP) Checksum Change
- RFC 3286 An Introduction to the Stream Control Transmission Protocol
- RFC 3257 Stream Control Transmission Protocol Applicability Statement
- RFC 2960 Stream Control Transmission Protocol